# 沖縄トヨタ自動車
沖縄トヨタ自動車株式会社（おきなわトヨタじどうしゃ）は、トヨタ自動車製造の乗用車・商用車の販売を行う自動車販売会社である。通称は沖縄トヨタ。本社を沖縄県浦添市に置く。
2022年4月1日以降の店舗名は一部を除き「トヨタウン店」を名乗る。店舗統一後のキャッチフレーズは「沖縄にとってかけがえのない会社へ。」。

## 概要
沖縄県内全域において30店舗を展開し、この内『トヨタウン店』を25店舗展開している。全店舗でトヨタの全車種を取り扱っており、特に沖縄本島外の離島部においては、ダイハツの全車種も取り扱っている。
その他、トヨタL&F（L&F事業部）・カーアクセサリー/トヨタ純正部品（部品共販部）を取り扱うほか、フォルクスワーゲン（フォルクスワーゲン沖縄中央）・レクサス店（レクサス那覇・レクサスCPO）を運営する。特にL&Fに関しては、他都道府県では自動車ディーラー店とは別会社となっているが、沖縄県だけはディーラーと一体化して運営している。また、系列グループ会社としてレンタカー事業のトヨタレンタリース沖縄とメンテナンス・板金塗装請負事業の株式会社OTMを運営している。
2022年2月25日、トヨタ店を運営する沖縄トヨタ自動車は、グループ会社としていた県内のトヨタディーラー沖縄トヨペット（トヨペット店）・トヨタカローラ沖縄（カローラ店）・ネッツトヨタ沖縄（ネッツ店）を同年4月1日に吸収合併・統合することを明らかにした。沖縄トヨタ自動車を存続会社とし、店舗名ブランドを『トヨタウン◯◯店』（◯◯は所在地名）として地域密着を目指す。これにより、統合後は「トヨタ店」を名乗るディーラーは存在しない。ただし、店名変更後も統合後の社名変更は行われていない。
統合前までは前述の県内トヨタディーラー各社を統括運営する沖縄トヨタグループ（通称・OTMグループ）の中核を形成していた。なお、これら旧ディーラー各店ではこれまでチャネル毎での車種販売を行っていたが、2020年5月1日のチャネル制度廃止とともにディーラー全店舗でトヨタ全車種を取り扱うようになった。
本土復帰直後から1979年10月の沖縄トヨペット設立までは沖縄県にはトヨペット店が存在しなかったため、トヨペット店専売車種のうちコロナマークII・コロナ・コルサ・ハイエース・トヨエースを沖縄トヨペット設立まで取り扱っていた他、一部のトヨタ店専売車種に関しても、カリーナはトヨタオート沖縄（後のネッツトヨタ沖縄）で、ダイナ・コースター・マッシーダイナをトヨタカローラ沖縄で1979年9月まで取り扱っていた。沖縄県にはトヨタビスタ店が存在しなかったため、ビスタ店専売車種のうちクレスタ・ヴェロッサ・ブリザードを沖縄トヨタで取り扱っていた。

## 沿革
- 1951年4月 - 設立。
- 2022年4月 - 沖縄トヨタ自動車を存続会社とし、沖縄トヨペット・トヨタカローラ沖縄・ネッツトヨタ沖縄を吸収合併。

## 拠点
カーランド豊見・Lounge-T・レクサス店・フォルクスワーゲン沖縄中央・部品共販部・L&F事業部・pipit安謝店を除き、全店舗「トヨタウン◯◯店」（◯◯は所在地名）で運営。なお、該当する所在地名の頭に「トヨタウン」の名称がつくため当項ではこれを省略。
旧トヨタ店（旧・沖縄トヨタ自動車）
- 勢理客店（旧・本社勢理客店）- 浦添市勢理客4-18-1
- 那覇店 - 那覇市奥武山町16
- カーランド豊見 - 豊見城市与根5番3号
- 兼城店（旧・南風原店）- 南風原町字兼城208番地
- 美浜店（旧・北谷店）- 北谷町美浜1-3-1
- 北谷ランド店（旧・U-carセンター北谷ランド店）- 北谷町字宮城1-37
- コザ店 - 沖縄市大里1-12-25
- 名護店（旧・カーランド名護店）- 名護市宮里7-24-56[注釈 4]
- 宮古支店 - 宮古島市平良字下里1158-1。ダイハツ車取扱併売店
- 八重山支店 - 石垣市登野城1275-1。ダイハツ車取扱併売店

旧トヨペット店（旧・沖縄トヨペット）
- 国場店 - 那覇市国場350番地
- 港川店 - 浦添市字港川244番地 - 「GR Garage沖縄」併設
- シーサイド店 - 豊見城市与根50-113
- 松本店（旧・中部店）- 沖縄市松本7-1-3

旧カローラ店（旧・トヨタカローラ沖縄）
- ぐすくま店（旧・浦添店）- 浦添市城間4-7-3
- 南風原店 - 南風原町宮平665番地
- 糸満店 - 糸満市字潮平797-7
- 読谷店 - 読谷村字大湾353-1[注釈 5]
- 池原店 - 沖縄市池原2-14-3
- うるま江洲店（旧・中部店）- うるま市江洲550番地1

旧ネッツ店（旧・ネッツトヨタ沖縄）
- 浦添店 - 浦添市港川247番地
- 宮平店（旧・南風原店）- 南風原町宮平670番地
- とよさき店 - 豊見城市豊崎3番55
- 北谷店 - 北谷町字伊平160番1
- 登川店 - 沖縄市登川2441-1

その他取り扱い店舗
- Lounge-T（沖縄トヨタショールーム）- 浦添市西洲3-1-1 サンエー浦添西海岸パルコシティ1階
- レクサス沖縄 - 那覇市天久2-31-1
- レクサスCPO - 那覇市天久2-7-1
- フォルクスワーゲン沖縄中央 - 那覇市天久2-7-8
- 部品共販部（カーアクセサリー/トヨタ純正部品）- 浦添市勢理客512
- トヨタL&F事業部（フォークリフト/産業・物流機械）- 那覇市港町2丁目19-2
- PiPit安謝店（au携帯電話販売）- 那覇市安謝664

かつて展開した店舗
- トヨタウン具志店（旧・トヨタカローラ沖縄　那覇店）- 那覇市具志1-14-18。2023年9月30日付で閉店、周辺店舗に統合。
- 沖縄トヨタ 名護店 - 名護市字伊差川187-1。会社統合以前に当時のカーランド名護店に統合。
- トヨタカローラ沖縄 南風原マイカーセンター - トヨタウン宮平店に統合。